# Seattle Sounders FC
Seattle Sounders FC je profesionalni ameriški nogometni klub iz Seattla, Washington, ki tekmuje v Zahodni konferenci Major League Soccer (MLS). 

## Zgodovina
Klub je bil ustanovljen 13. novembra 2007 in je bil takrat 15. moštvo v ligi in tretji klub iz Seattla s tem imenom.